# Biemna liposigma
Biemna liposigma är en svampdjursart som beskrevs av Burton 1928. Biemna liposigma ingår i släktet Biemna och familjen Desmacellidae.
Artens utbredningsområde är havet utanför Indien. Inga underarter finns listade i Catalogue of Life.